# Jorge Ainsa
Jorge Alberto Ainsa (nacido en Granadero Baigorria el 22 de octubre de 1945) es un exfutbolista argentino. Se desempeñaba como defensor y debutó profesionalmente en Rosario Central.

## Carrera
Su partido inicial en el primer equipo canalla sucedió el 6 de marzo de 1966 por la primera fecha del Campeonato de Primera División de ese año. Rosario Central, entrenado por Manuel Giúdice, derrotó a River Plate 1-0, gol de penal de Adolfo Bielli. En dicho certamen tuvo su principal desarrollo con la camiseta auriazul, disputando 22 de los 38 cotejos de su equipo. Luego su participación mermó, llegando a jugar solo 9 partidos durante los dos años siguientes.

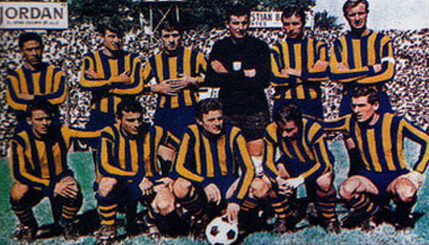
Rosario Central en 1966. Parados: José Jorge González, Jorge Ainsa, Otto Sesana, Antonino Spilinga, Carlos Griguol, Norberto Bautista; hincados: Héctor Pignani, José Mesiano, Marcelo Pagani, Adolfo Bielli, Enzo Gennoni.

Prosiguió su carrera en Atlanta, club en el sumó 16 presencias en 1969. Retornó a Rosario en 1970, fichando por Central Córdoba, en el ascenso del fútbol argentino. Fue artífice de la llegada al club de barrio Tablada de Tomás Felipe Carlovich, uno de los máximos ídolos de los charrúas, el que, al igual que Ainsa, no había logrado continuidad en la primera de Rosario Central.

## Clubes
| Club                      | País      | Año       |
| ------------------------- | --------- | --------- |
| Rosario Central           | Argentina | 1966-1968 |
| Atlanta                   | Argentina | 1969      |
| Central Córdoba (Rosario) | Argentina | 1970      |